# Kløfta
Kløfta is een plaats in de Noorse gemeente Ullensaker, fylke Akershus. Kløfta telt 6236 inwoners (2007) en heeft een oppervlakte van 3,74 km². De plaats ligt aan Gardermobanen. Vanaf het station vertrekt twee keer per uur een trein richting Oslo.

## Geboren
- Sophie Román Haug (1999), voetbalster